# Lethal Weapon 2
Lethal Weapon 2 (br Máquina Mortífera 2; pt Arma Mortífera 2) é um filme americano de 1989, do gênero ação e policial, dirigido por Richard Donner e baseado em história de Shane Black e Warren Murphy.

## Sinopse
Os policiais Riggs e Murtaugh precisam proteger um informante que tem informações sobre o envolvimento de diplomatas sul-africanos com o tráfico de drogas e que usam a imunidade para cometer os crimes.

## Elenco
- Mel Gibson .... Martin Riggs
- Danny Glover .... Roger Murtaugh
- Joe Pesci .... Leo Getz
- Joss Ackland .... Arjen Rudd ('Aryan')
- Derrick O'Connor .... Pieter Vorstedt ('Adolph')
- Patsy Kensit .... Rika van den Haas
- Darlene Love .... Trish Murtaugh
- Traci Wolfe .... Rianne Murtaugh
- Steve Kahan .... Captain Ed Murphy
- Mark Rolston .... Hans
- Jenette Goldstein .... Meagan Shapiro
- Dean Norris .... Tim Cavanaugh
- Juney Smith .... Tom Wyler
- Nestor Serrano .... Eddie Estaban
- Philip Suriano .... Joseph Ragucci

## Principais prêmios e indicações
Oscar 1990 (EUA)
- Indicado na categoria de melhores efeitos sonoros.